# Пятнистый маколор
Пятнистый маколор (лат. Macolor macularis) — вид лучепёрых рыб семейства луциановых (Lutjanidae). Представители вида распространены в западной части Тихого океана. Максимальная длина тела 60 см. Имеют ограниченное промысловое значение.

## Описание
Тело удлинённое, веретенообразной формы, относительно высокое, немного сжато с боков. Верхний профиль головы у взрослых особей выпуклый, а у молоди — прямой, косо снижающийся. Слёзная кость широкая. Рот относительно большой, конечный, нижняя челюсть немного выступает вперёд при закрытом рте. Предчелюстная кость выдвижная. Ноздри на каждой стороне головы расположены не очень близко друг к другу. Окончание верхней челюсти доходит до вертикали, проходящей через середину глаза. На первой жаберной дуге 110—122 жаберных тычинок, из них 37—42 тычинок на верхней части и 71—81 — на нижней. Верхняя челюсть без чешуи и продольных гребней. Предкрышка с глубокой выемкой или разрезом. На обеих челюстях зубы конической формы, заострённые, в передней части увеличенные; внутренний ряд ворсинчатых зубов по бокам верхней челюсти и в передней части нижней челюсти. На сошнике зубы расположены в виде широкого пятна V-образной формы без срединного выступа. Один спинной плавник с 10 жёсткими и 13 мягкими лучами. Колючая и мягкая части плавника не разделены глубокой выемкой (у молоди разделены). В анальном плавнике 3 жёстких и 10 мягких лучей. Задние края спинного и анального плавников заострённые. Грудные плавники с 17—18 мягкими лучами, длинные, примерно равны длине головы; их окончания доходят до анального отверстия. На мембранах спинного и анального плавников есть чешуя. Брюшные плавники очень длинные и заострённые у молоди, а у взрослых особей — короткие и закруглённые. Хвостовой плавник закруглённый у особей длиной менее 20 мм и выемчатый у более крупных особей. В боковой линии 50—55 чешуек. Ряды чешуй на спине проходят параллельно боковой линии.
Окраска взрослых особей преимущественно тёмно-коричневая или чёрная. Радужная оболочка глаза жёлтая. Молодь длиной до 20 см окрашена очень контрастно. Верхняя часть тела чёрного цвета с 6—10 белыми пятнами. Нижняя часть тела белая. Через глаз проходит чёрная вертикальная полоса. Широкая чёрная горизонтальная полоса идёт от глаза до заднего края жаберной крышки. От области грудных плавников до заднего края нижней лопасти хвостового плавника проходит чёрная полоса.

## Ареал и места обитания
Распространены в тропических и субтропических водах западной части Тихого океана от островов Рюкю до Меланезии и Австралии. Обитают в коралловых рифах на глубине от 5 до 90 м. Ведут одиночный образ жизни или образуют небольшие группы. Питаются рыбами и ракообразными.